# Hidalgo (Texas)
Hidalgo é uma cidade localizada no estado norte-americano de Texas, no Condado de Hidalgo.

## Demografia
Segundo o censo norte-americano de 2000, a sua população era de 7322 habitantes.
Em 2006, foi estimada uma população de 11.357, um aumento de 4035 (55.1%).

## Geografia
De acordo com o United States Census Bureau tem uma área de
11,5 km², dos quais 11,3 km² cobertos por terra e 0,2 km² cobertos por água. Hidalgo localiza-se a aproximadamente 31 m acima do nível do mar.

## Localidades na vizinhança
O diagrama seguinte representa as localidades num raio de 16 km ao redor de Hidalgo.

## Clubes de futebol
CA Salsabie

## Clubes de basquete
Rio Grande Valley Vipers